# Kamil Surmiak
Kamil Surmiak (ur. 28 grudnia 1998) – polski futsalista, rozgrywający, młodzieżowy reprezentant Polski. Swoją karierę w futsalu rozpoczynał w klubie Góral Tryńcza Futsal-Team (grupy młodzieżowe U-14 oraz U-16 w latach 2012–2014) pod okiem trenera Roberta Kurosza. Grał też w klubach Futsal Team Przeworsk i SMS Kraków. Jako futsalista od 2016 do 2023 roku był zawodnikiem Rekordu Bielsko-Biała, a od sezonu 2023/2024 został zawodnikiem BSF ABJ Bochnia. Grając w Rekordzie Bielsko-Biała, w latach 2016–2021 zdobył pięć z rzędu tytułów mistrza Polski w futsalu oraz cztery razy – w latach 2018–2019 i 2022–2023 – sięgnął po Puchar Polski w futsalu.